# Santa María de Nieva
Santa María de Nieva este un oraș din partea nordică a statului Peru, fiind capitala provinciei Condorcanqui, regiunea Amazonas. Orașul este situat de-a lungul cursului râurilor Marañón și Nieva, iar din punct de vedere geografic este situat în mijlocul junglei, având un climat tropical, cald și ploios.
În mare parte, locuitorii orașului se dedică agriculturii, pescuitului din râu, tăiatului arborilor, creșterea bovinelor și comerțului cu produsele care sunt cerute în zonă.